# Gostiny Dvor Lớn

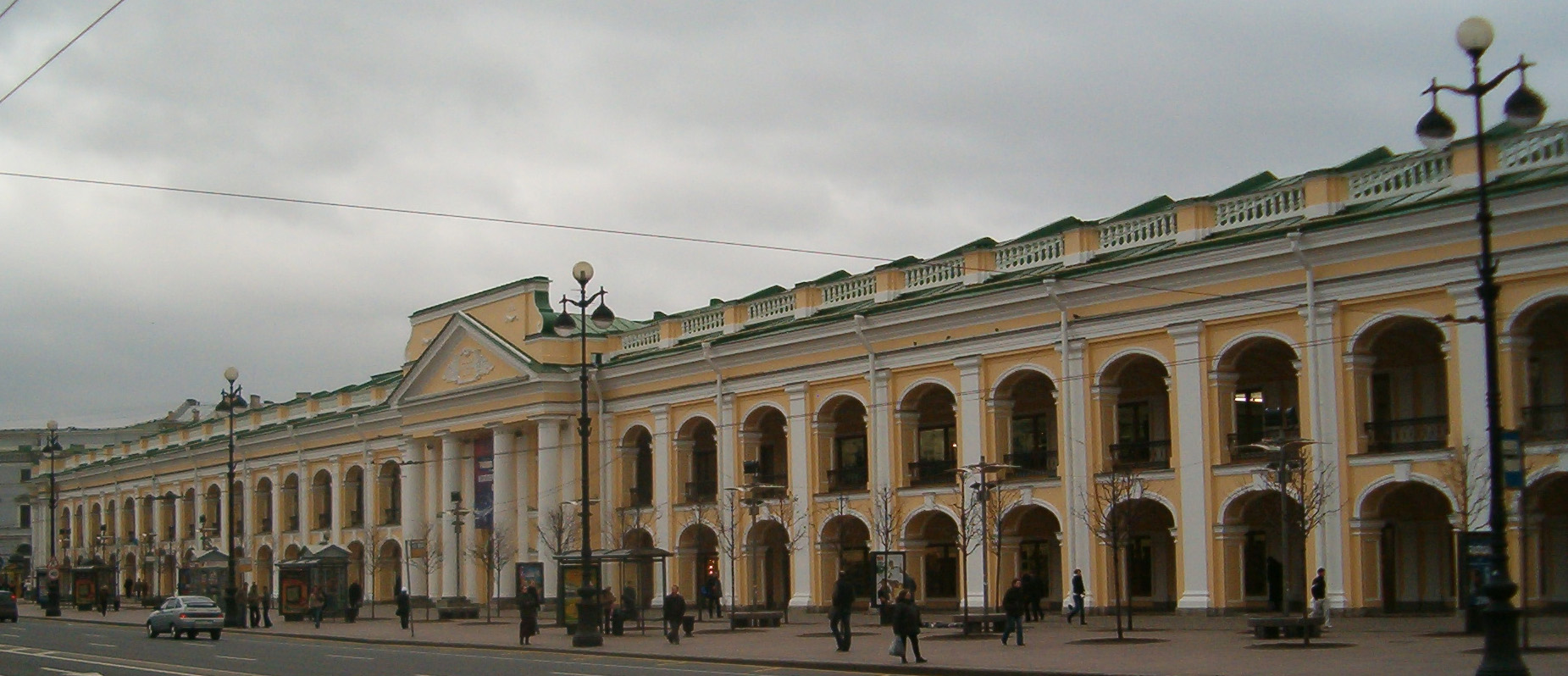
Gostiny Dvor Lớn ở St Peterburg, 2008.

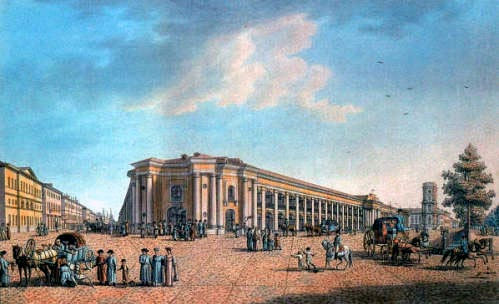
Gostiny Dvor Lớn ở St Peterburg, 1802.

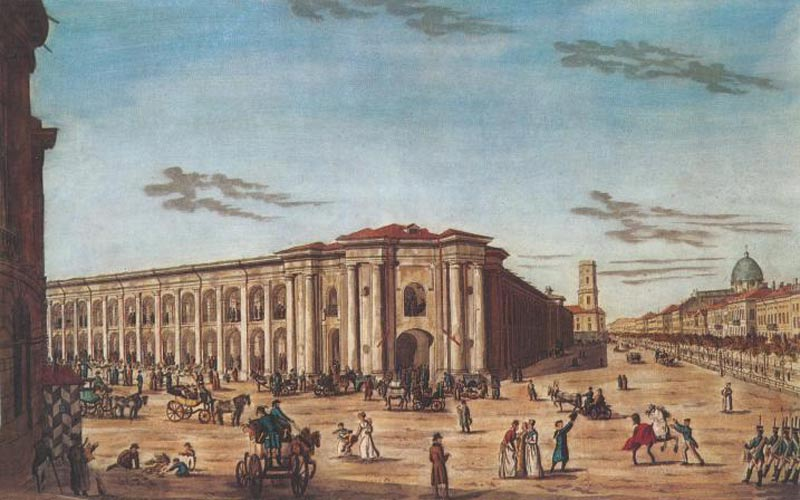
Gostiny Dvor Lớn ở St Peterburg, 1815.

Gostiny Dvor Lớn (tiếng Nga: Большой Гостиный Двор, Bolʹshoĭ Gostinyĭ Dvor) là trung tâm mua bán lâu đời nhất Sankt Peterburg, Nga.  nằm tại giao lộ Nevsky Prospekt và Sadovaya. Trung tâm trải dài hơn một kilômét, diện tích 53.000 m2 (570.000 foot vuông). Khởi công năm 1757, ban đầu dựa trên đồ án của Bartolomeo Rastrelli nhưng sau đó, người ta chọn bản thiết kế của Jean-Baptiste Vallin de la Mothe (1729–1800) theo lối kiến trúc Tân cổ điển do nó tiết kiệm vật liệu và thích hợp cho việc buôn bán hơn. 28 năm sau, phần bên trong gồm 100 quầy hàng cơ bản được hoàn thành.
Những thế kỷ sau, Gostiny Dvor tiếp tục được hoàn thiện thêm. Đến thế kỷ 20, nó có 10 lối đi phía trong và 178 quầy hàng. Tuy nhiên, người dân khi đó ưa chuộng mua sắm ở Passazh trên đường Nevsky hơn, một phần do Passazh lúc ấy đẹp. Sau Chiến tranh thế giới thứ hai, trung tâm được xây dựng lại. Gần đây cũng có một số thay đổi nhỏ. Gostiny Dvor Lớn hiện nay là một trong những trung tâm mua bán đẹp nhất Đông Âu.
Một trạm xe lửa thuộc Hệ thống Tàu điện ngầm Sankt Peterburg được đặt tên Gostiny Dvor.